# Jaromír Schling
Jaromír Schling (* 21. června 1946 Pelhřimov) je český politik, od roku 1996 poslanec za ČSSD, v letech 2000-2002 ministr dopravy a spojů ČR.

## Život
V letech 1961–1964 se vyučil strojním zámečníkem, dálkově vystudoval střední školu v Jihlavě (1969). Od roku 1975 do roku 1981 dálkově vystudoval strojní fakultu Vysokého učení technického v Brně, obor automatizované systémy řízení. V letech 1981 až 1989 byl Ing. Jaromír Schling členem KSČ, od roku 1991 člen ČSSD. Je ženatý, má dceru Andreu a syna Davida. Mezi jeho koníčky patří vytrvalostní běh.
Ve volbách v roce 1996 byl zvolen do poslanecké sněmovny za ČSSD (volební obvod Jihomoravský kraj). Mandát ve sněmovně obhájil ve volbách v roce 1998 a volbách v roce 2002. V letech 1996–2000 a znovu 2002–2006 byl členem sněmovního hospodářského výboru. V letech 2004–2006 navíc zasedal ve výboru pro evropské záležitosti.
V období duben 2000 – červenec 2002 zastával post ministra dopravy ve vládě Miloše Zemana. V době působení na ministerstvu dopravy jeho úřad úspěšně navrhl Zemanově vládě uzavřít bez výběrového řízení smlouvu na výstavbu dálnice D47 s využitím Public-Private Partnership s izraelskou firmou Housing & Construction, jejíž česká pobočka byla založena až v listopadu téhož roku se základním kapitálem dva miliony korun. Podle projektu firmy měla výstavby a 25letý provoz dálnice stát 125 miliard korun (s ohledem na inflaci by stát zaplatil až 230 miliard korun). Následující ministr Milan Šimonovský vyhodnotil smlouvu jako nevýhodnou a navrhl Špidlově vládě smlouvu zrušit a dálnici stavět z prostředků státu. Vláda tak v roce 2003 učinila a vyplatila firmě Housing & Construction 600 milionů korun. V roce 2004 vláda vyčlenila na výstavbu této dálnice 48 miliard korun. Během jeho úřadování ministerstvo dopravy též v roce 2002 uzavřelo dlouhodobou smlouvu na dodávky registračních značek se společností Hicon, kterou se podařilo vypovědět až v roce 2016; odhaduje se, že díky vyšší dodávkové ceně zbytečně zaplatilo ministerstvo přibližně miliardu korun navíc.
Ve volbách do PSP ČR stál v čele kandidátky Strany práv občanů – Zemanovců v kraji Vysočina.
V komunálních volbách roku 1994 a komunálních volbách roku 1998 byl zvolen do zastupitelstva města Jihlava za ČSSD. Neúspěšně sem kandidoval i v komunálních volbách roku 2006, tehdy se uváděl profesně jako OSVČ.
Ve volbách do Evropského parlamentu v květnu 2019 kandidoval jako člen SPOZ na 14. místě kandidátky Národních socialistů, ale nebyl zvolen.
Je držitelem ekologické anticeny Ropák roku 2003 udělovaného sdružením Děti Země.